# Божидар Джурашевич
Божидар Джурашевич (серб. Божидар Ђурашевић; (26 квітня 1933, Белград — 23 січня 2022) – сербський шахіст, міжнародний майстер від 1957 року.

## Шахова кар'єра
У другій половині 50-х років i на початку 60-х років ХХ століття належав до провідних шахістів країни. Багато разів виступав у фіналах індивідуальних чемпіонатів Югославії, найвищого успіху досягнув 1958 року в Сараєві, де посів 3-тє  місце. У 1956 i 1958 роках взяв участь у шахових олімпіадах, в обох випадках здобувши срібні медалі. Також двічі представляв країну na командних чемпіонатах Європи, у 1957 i 1961 роках здобув у командному заліку срібну медаль, крім того золоту (1961 року) в особистому заліку na 12-й шахівниці. У 1955, 1956 i 1958 роках тричі брав участь у командних чемпіонатах світу серед студентів, у тих розіграшах здобув дві медалі: срібну (1955) i бронзову (1956).
Багато разів захищав честь країни в командних матчах проти СРСР. Пристойні результати показав 1958 року в Загребі i 1959 року в Києві (обидва рази мінімально програв 1½ - 2½ Маркові тайманову i Юрієві Авербаху).
Не досягнув особливих успіхів на індивідуальних турнірах. Один з найсильніших результатів показав 1962 року в Маріанських Лазнях, де посів одне з перших місць (разом із, зокрема, Марком Таймановим, Властімілом Гортом, Георгієм Тринговим, Богданом Сливою, Теодором Гіцеску i Драголюбом Чірічем).
За даними ретроспективної системи Chessmetrics, найвищого рейтингу рейтингу досягнув у вересні 1955 року, мав тоді 2602 пункти i посідав 61-ше місце в світі.